# Joseph Barbera
Joseph Roland "Joe" Barbera (phiên âm: Giô-phơ Ba-bê-ra; 24 tháng 3 năm 1911 - 18 tháng 12 năm 2006) là một nhà làm phim hoạt hình, họa sĩ truyện tranh, nhà sản xuất và đạo diễn truyền hình người Mỹ. Cùng với William Hanna, ông là đồng sáng lập của xưởng sản xuất phim hoạt hình Hanna-Barbera. Đây là nơi đã sản xuất nhiều phim hoạt hình nổi tiếng như Tom và Jerry, The Huckleberry Hound Show, The Flintstones, The Jetsons, Scooby-Doo.